# Skoggölen
Skoggölen är en sjö i Vetlanda kommun i Småland och ingår i Mörrumsåns huvudavrinningsområde. Skoggölen ligger i Kråketorpskogens Natura 2000-område.